# Djebel El Zarif
Le Djebel El Zarif est un site archéologique au milieu de falaises surplombant la vallée du Nil, dans le Gouvernorat de Qena. Il ne se trouve qu'à 5 km au nord du site de Nag Hammadi, et à peu près à la même distance de Hamrah Dom, à l'ouest.
En 1945, une tribu du clan d'Al Samman (les « fils d'Ali Khalifa ») y a découvert une  collection de codex,. Ces cavernes abritent également plusieurs sépultures égyptiennes antiques, et l'on a retrouvé des traces d'occupation par des ermites coptes. L'endroit a été peint par Jacques Majorelle en avril 1914.